# Buseu
Buseu és un poble petit del terme municipal de Baix Pallars, a la comarca del Pallars Sobirà. Pertanyia a l'antic terme, suprimit el 1969, de Baén. Està gairebé despoblat (1 hab. el 2013), amb la major part de cases en ruïnes.
Buseu tenia església parroquial, dedicada a sant Sadurní, de la qual depenien les de Sant Sebastià de Buseu i la d'Useu.

## Etimologia
Segons Joan Coromines, Buseu és un dels molts topònims pirinencs d'origen basc. Està format per dos ètims: ibos (aigua, estany de muntanya...) i itze (sufix col·lectivitzador).

## Història

### Edat moderna
En el fogatge del 1553, Buseu declara 1 sol foc.

### Edat contemporània
Amb la promulgació de la constitució espanyola del 1812, l'anomenada Constitució de Cadis, Buseu organitzà el seu propi ajuntament, que incloïa Sant Sebastià de Buseu, com a continuïtat de l'antiga Universitat, reconeguda des de feia segles. En no assolir un mínim de 30 veïns (caps de família), el febrer del 1847 fou unit al de Baén. Pertanyia, com els altres pobles veïns, a l'abadia de Gerri.
Pascual Madoz dedica un breu article del seu Diccionario geográfico... a Buseu. S'hi pot llegir que el poble està situat en el vessant de muntanyes molt elevades, on és combatut pels vents del nord i de llevant. El clima hi és fred, i propens a inflamacions i apoplexia. Tenia en aquell moment 9 cases, amb una església, dedicada a Sant Bernat (error, ja que el patró és sant Sadurní, sant Serni), sufragània de la de Baén. Descriu el territori de Baén com a aspre, pedregós i muntanyós, amb importants boscos, molt densos.
S'hi collia sègol, ordi i patates, i hi havia vaques i ovelles. Hi havia caça de llebres, conills i perdius. La població, que comptabilitza juntament amb Sant Sebastià de Buseu, era de 9 veïns (caps de casa) i 45 ànimes (habitants).
A partir de l'any 2003 es va vendre part del poble a una societat, amb el fi de poder fer un mirador d'animals, donada la casuística que fa que conflueixin en aquest indret les 4 espècies de voltors següents voltor negre, voltor comú, aufrany i trencalòs.
S'ha rehabilitat casa Felip, que funciona 100% amb energia sostenible. Es tracta de un projecte d'ecoturisme dedicat a la conservació de la biodiversitat i fotografia de fauna salvatge.

## Demografia
| 1717 | 1970 | 1981 | 2000 | 2002 | 2004 | 2006 | 2008 | 2010 | 2011 | 2013 |
| ---- | ---- | ---- | ---- | ---- | ---- | ---- | ---- | ---- | ---- | ---- |
| 67   | 3    | 2    | 0    | 0    | 0    | 0    | 0    | 0    | 1    | 1    |

El 1553 consten 4 focs, entre Buseu i Sant Sebastià de Buseu. Cal comptar unes cinc persones per foc. Les dades del 1717 agrupen també aquestes dues poblacions.

### Les cases del poble[4]
| - Casa Cabó - Casa Carboner | - Casa Felip - La Rectoria | - Casa Recallers - Casa Toni | - Casa Teresoi - Casa Txotxo |

## Comunicacions
Mena a Buseu la pista de Baén, que arrenca del punt quilomètric 295,2 de la carretera N-260, des d'on travessa la Noguera Pallaresa pel pont de Baén. Per aquesta carretera, de forta pujada i nombrosos revolts, s'arriba al poble de Baén en quasi 8 quilòmetres. Des d'aquest poble cal emprendre cap al sud per una altra pista, que en uns 6 quilòmetres més duu fins a les restes del poble de Buseu.